# Selište (Fojnica, BiH)
Selište je naseljeno mjesto u općini Fojnica, Federacija Bosne i Hercegovine, BiH.
Nalazi se oko 3 kilometra sjeveroistočno od Fojnice.

## Stanovništvo

### 1991.
Nacionalni sastav stanovništva 1991. godine, bio je sljedeći:
ukupno: 19
- Hrvati - 18
- Srbi - 1

### 2013.
Na popisu stanovništva 2013. godine bilo je bez stanovnika.